# Турист СРСР

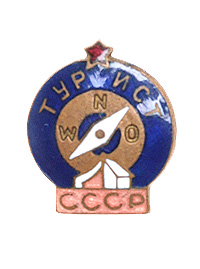
Значок «Турист СРСР».

Турист СРСР - значок, затверджений 26 березня 1939 року Всесоюзним Комітетом у справах фізкультури і спорту при Раді Народних Комісарів СРСР.

## Історія

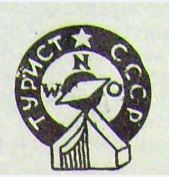
Зображення значка в Дитячій енциклопедії

У 1935 роцу Президія Центральної ради Товариства Пролетарського туризму і екскурсій (ТПТіЕ) виніс рішення про заснування значка.
У положенні від 1935 р. Отримання значка «Турист СРСР» повинно було давати право членам ТПТіЕ називатися турист ами. Для отримання якого було необхідно: здати норми на значок ГПО; здійснити туристичну подорож протягом шести і більше діб; вміти читати карту, орієнтуватися по ній, по компасу, сонцю, зірках , по місцевих предметах, вміти організувати  бівак, встановити намет, розпалити багаття, приготувати їжу; знати правильний режим руху, відпочинок а, харчування і пиття; знати свій рідний край; мати елементарні знання з географії і геології; вміти складати звіт про свою подорож.
Але в період існування ТПТіЕ справа не була доведена до кінця, і нове положення про значок розробили тільки через чотири роки в туристично-екскурсійному управлінні ВЦРПС.

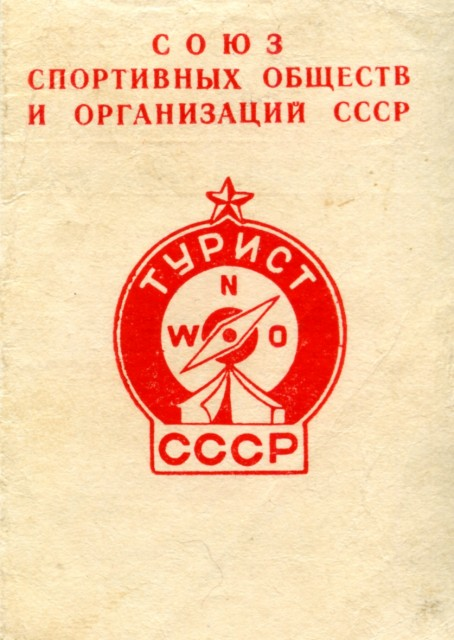
Посвідчення до значка "Турист СРСР"

У положенні від 17 березня 1939 р. Значок міг бути виданий всім громадянам СРСР, які досягли 18-річного віку, мають дворічний туристський стаж і був  не менше як у 2 - 3 (в залежності від труднощів) походах. Крім того, туристи повинні подати не менше одного звіту про подорож і мати теоретичні та практичні знання з туризму в обсязі спеціальної програми. Програма вимог і норм була опублікована в п'ятому номері  журналу «На суші і на морі» за 1939 рік.
Програма передбачала наявність наступних знань: читання карти і вміння орієнтуватися як по мапі, так і по місцевих предметах; вмінні вибирати місце для біваку; поставити намет, розвести багаття і приготувати на багатті їжу. Треба також знати режим подорожі, гігієну туриста в дорозі, елементи медичного самоконтролю, першу допомогу в дорозі. Потрібні елементарні знання з геології, ботаніки, зоології та метеорології.
Крім того, необхідно знати про вид туризм у, який був обраний туристом при здійсненні подорожі:
- Туристи-водники повинні знати основні перешкоди, що зустрічаються на річках, їх характеристику і способи подолання; будову судна; вітрильну  справу; греблю ; суднову практику; організацію і режим водної подорожі; рятувальну справу; плавання.
- Піші туристи  повинні бути знайомі зі спорядженням, технікою пересування, гігієною маршруту, проведенням рятувальних робіт, організацією та режимом подорожі.
- Туристи-велосипедисти зобов'язані знати класифікацію доріг, пристрої велосипед у, техніку їзди на велосипеді, порядок організації і режим подорожі.
- Туристи-лижники повинні знати спорядження, техніку пересування, проведення рятувальних робіт, порядок організації й режиму подорожі.

26 березня 1939 року  Всесоюзний комітет у справах фізкультури і спорту при РНК затвердив положення про значок туриста.
Перші значки «Турист СРСР» були вручені на 5-му зльоті московських туристів на Борівському кургані в червні 1939 року тридцяти шести туристам-активістам.